# FSO Warszawa

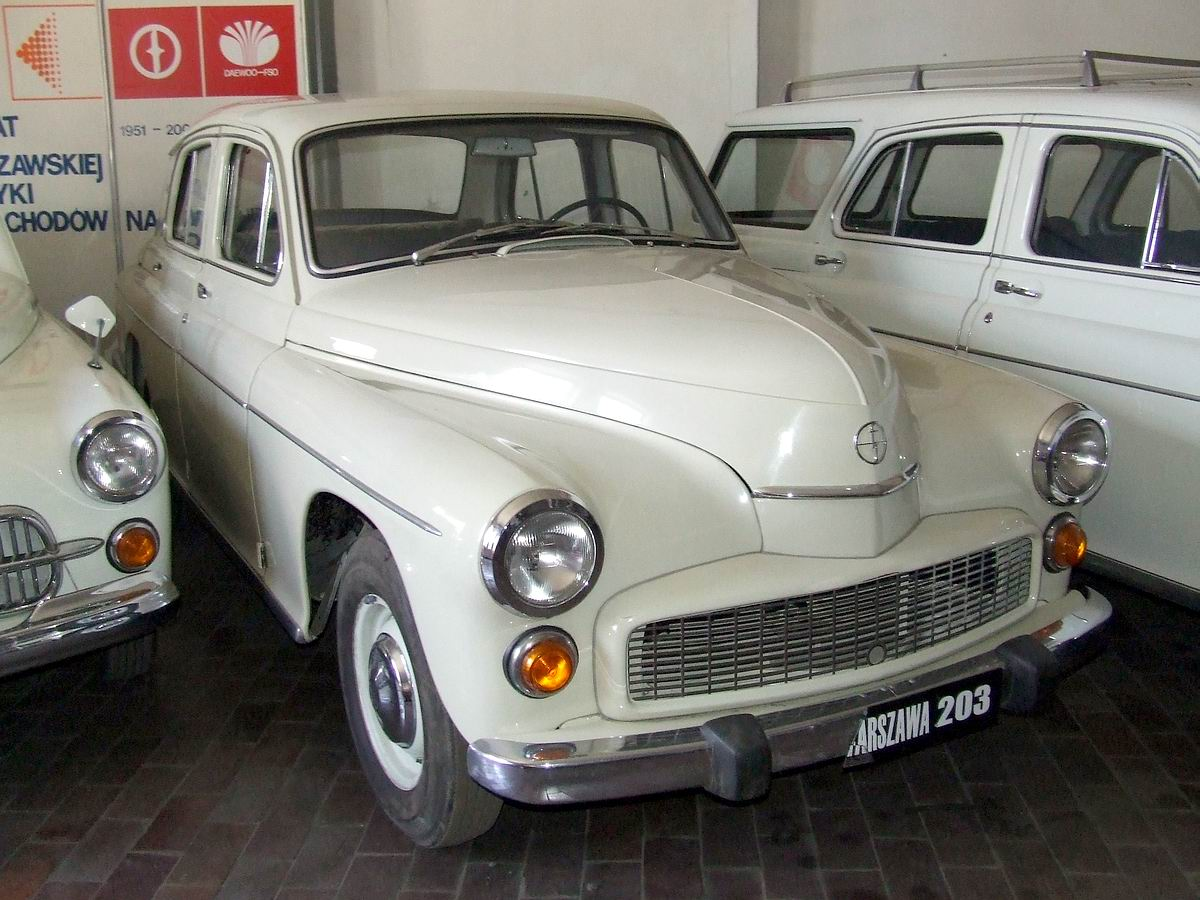
Um Warszawa 223

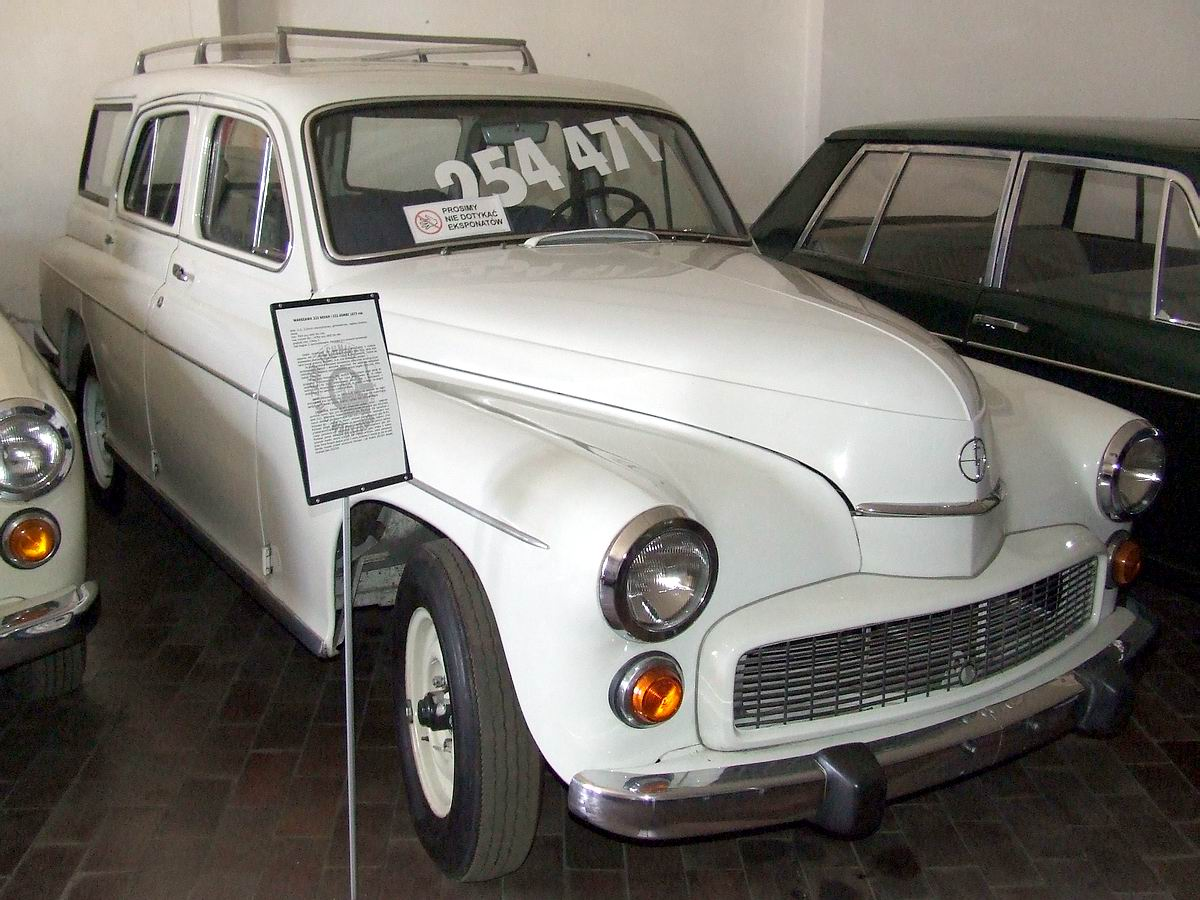
Um Warszawa 223 Kombi

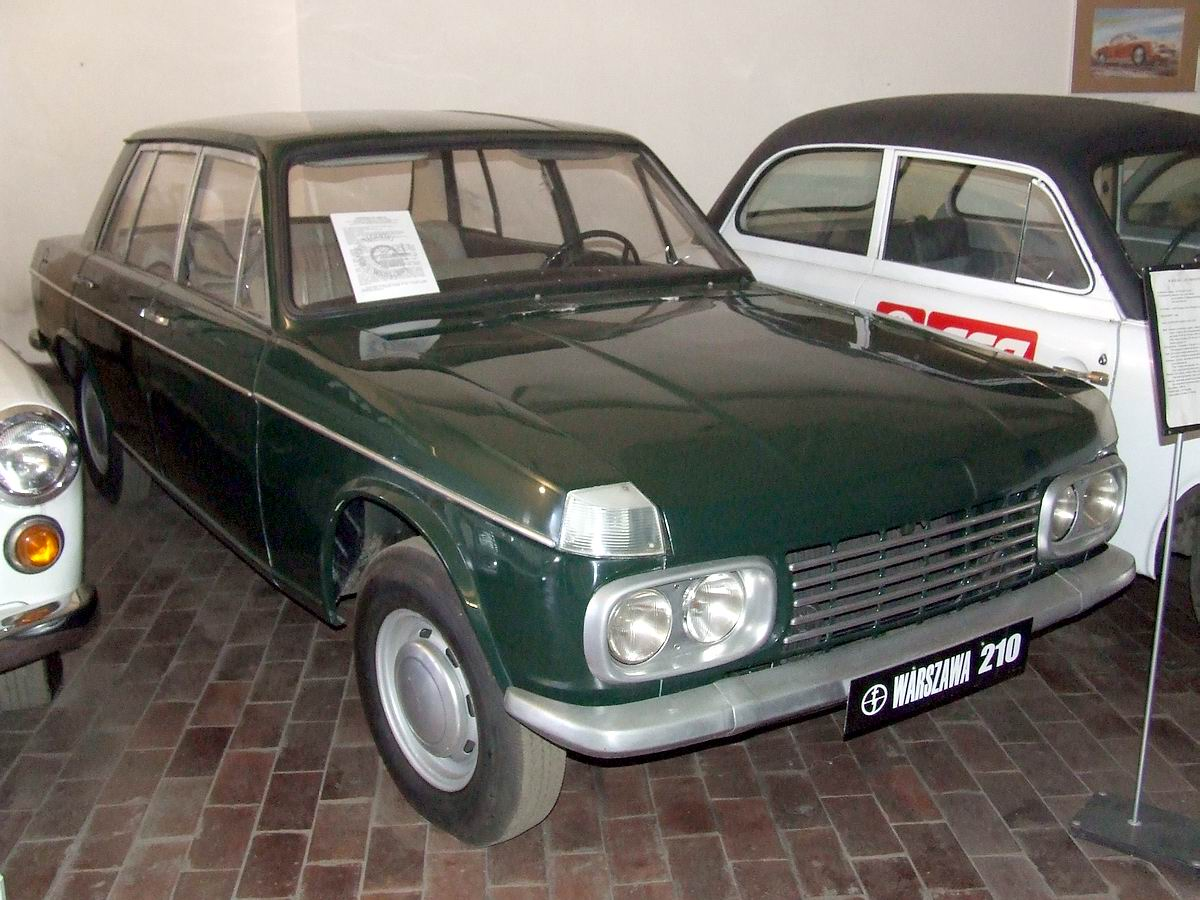
Um protótipo do Warszawa 210

O FSO Warszawa  foi um automóvel fabricado pela FSO, na Polónia, entre 1951 e 1973.
O seu nome teve origem na capital da Polónia, Varsóvia, que em polaco se designa como Warszawa.
A primeira versão, o Warszawa M20, era baseada num modelo do construtor soviético GAZ, o M20 Pobeda. A sua construção teve início em Żerań, nos arredores da capital, um dia antes do aniversário da revolução russa, em 6 de Novembro de 1951. Nesse dia, saíram da linha de produção, 5 unidades resplandecentes, calorosamente recebidas pelo público que assistia. Eram os primeiros automóveis produzidos na Polónia do pós-guerra. Rapidamente se tornaram um símbolo nacional.
A fábrica possuía capacidade para fabricar até 25 000 unidades por ano, mas a produção do M20 nunca atingiu este nível. A explicação reside no facto da sua construção ser bastante ineficiente, exigindo quantidades excessivas de materiais e de mão-de-obra. Foram utilizadas peças soviéticas até 1956, ano em que passaram a ser exclusivamente polacas.
Foram fabricados 254 471 exemplares entre 1951 e 1957. Eram muito populares como táxis, em virtude da sua rigidez e resistência. Porém, dado o seu peso elevado, eram caracterizados por uma potência insuficiente e um consumo elevado. Hoje, na Polónia, é popular utilizá-lo  em casamentos e outras cerimónias.
O segundo modelo, o Warszawa 201, foi fabricado entre 1957 e 1964, altura em que foi substituído pelo Warszawa 223, fabricado até 1973. Destes modelos, existiram versões sob a forma de ambulância, carrinha de caixa aberta, táxi e, até mesmo, para deslocação sobre carris de caminho-de-ferro.
Existiu ainda o Warszawa 210, como protótipo, em 1964. Nunca foi fabricado comercialmente na Polónia, tendo o seu projecto sido passado para a RDA, onde deu origem ao Wartburg 353.

## Curiosidades
- O Papa João Paulo II adquiriu um Warszawa, em 1958, quando exercia o cargo de bispo de Cracóvia. O veículo nunca foi conduzido pelo Papa, mas sim pelo seu motorista, que acabaria por adquirí-lo em 1977, um ano antes da sua eleição como sumo pontífice. Viria a ser leiloado em 2006.